# 인천중구시설관리공단
인천중구시설관리공단(仁川中區施設管理工團)은 인천광역시 중구의 각종 시설을 관리하기 위해 2009년 세워진 지방 공기업이다. 현수막 지지대의 관리, 중구 내 공영주차장의 관리, 종량제 쓰레기봉투의 공급, 중구 내 보건소의 시설관리, 청소년시설, 영종지역 공원 관리도 담당하고 있다.

## 관리 시설
인천중구시설관리공단이 관리하는 시설은 구청사와 시의회청사를 비롯한 공공시설, 인천광역시 중구 안에 있는 공영주차장, 중구 국민체육센터와 같은 체육시설이 있다.

### 코로나19
2020년 범유행 중인 코로나19와 관련하여 다중 이용 시설을 사태 해결까지 잠정 폐쇄하였다.

## 규모
2018년 결산 기준 인천중구시설관리공단의 총 자산은 6억 9천 8백만 원 가량으로 이 가운데 자본 총계는 4억 5천 9백만 원, 부채 총계는 2억 3천 9백만 원이다. 2018년 매출액은 101억 정도였다.
인천중구시설관리공단은 5개 사업팀과 경영지원팀, 혁신팀 등으로 구성되어 있다.

### 채용
2020년 5월을 기준으로 총 12회의 정규 채용을 거쳤다.
2015년 비정규직 채용 당시 퇴직금을 주지 않기 위해 정부 지침을 어겨가며 11개월 짜리 고용계약을 남발하여 비난을 받은 바 있다.
그리고 내부 팀장급 낙하산 문제가 깊다.